# سیارک ۳۷۷۸۶
سیارک ۳۷۷۸۶ (به انگلیسی: 37786 Tokikonaruko، نامگذاری:1997SS17) سی و هفت هزار و هفتصد و هشتاد و ششمین سیارک کشف شده‌است که در ۳۰ سپتامبر ۱۹۹۷ کشف شد.